# Podhorodno II
Podhorodno II (ukr. Підгородне II, ros. Подгородне II) – przystanek kolejowy w pobliżu miejscowości Podhorodno, w rejonie kowelskim, w obwodzie wołyńskim, na Ukrainie.